# Малое Кожухово
Малое Кожухово — деревня в Старожиловском районе Рязанской области. Входит в Гулынское сельское поселение

## География
Находится в западной части Рязанской области на расстоянии приблизительно 2 км на восток по прямой от районного центра поселка Старожилово.

## История
На карте 1850 года еще была отмечена. В 1897 году учтена была как Кожуховские выселки с 9 дворов.

## Население
Численность населения: 101 человек (1897 год), 19 человек в 2002 году (русские 90 %), 21 в 2010.